# Râul Valea Gropii
Râul Valea Gropii este un curs de apă, afluent al Bătrâna. 

## Hărți
- Harta județului Maramureș
- Harta Munții Rodnei  Arhivat în 22 iulie 2020, la Wayback Machine.